# 上杉憲武
上杉 憲武（うえすぎ のりたけ）は、上杉憲政の四男。
1579年（天正7年）、家臣長尾保家に擁護されて、弟・長憲と共に御館の乱から脱出。陸奥国糠部郡に辿り着き、南部信直より苫米地村350石を与えられ、苫米地忠純と改名し、子孫は現代まで続いていると伝わる。